# Wilhelm His
Pour les articles homonymes, voir His.
Wilhelm His, né le 9 juillet 1831 à Bâle et mort le 1er mai 1904 à Leipzig, est un médecin suisse, professeur de physiologie et d'anatomie à Bâle puis à Leipzig. Il a mis au point un microtome en 1866 permettant de mesurer avec précision l'épaisseur des coupes histologiques. Il est à l'origine d'importantes contributions en embryologie humaine. Il a vivement attaqué les théories du développement embryonnaire de Haeckel. Il est l'auteur d'une nomenclature anatomique.

## Œuvres et publications
- (de) Beiträge zur normalen und pathologischen histologie der cornea, Schweighauser'sche sorteimentsbuchhandlung (Basel), 1856, Texte intégral.
- (de) Über ein perivasculäres Canalsytem in den nervösen Centralorganen und über dessen Beziehungen zum Lymphsystem, W. Engelmann (Leipzig), 1865, Texte intégral.

- (de) Untersuchungen über die erste Anlage des Wirbelthierleibes, Vogel (Leipzig), 1868, Texte intégral.
- (de) Anatomie menschlicher Embryonen, Vogel (Leipzig), 1880, Texte intégral.

Voir également
- Œuvres numérisées en ligne dans le site Internet Archives.